# Odlotowe wyścigi (serial animowany 2017)
Odlotowe wyścigi (ang. Wacky Races) – amerykański serial animowany stworzony przez Rebeccę Himot i Tramma Wigzella oraz wyprodukowany przez Warner Bros. Animation. Remake serialu pod tym samym tytułem z lat 1968–1969 wytwórni Hanna-Barbera.
Premiera serialu odbyła się 22 sierpnia 2017 na stronie internetowej amerykańskiego Boomeranga w serwisie sVOD. W Polsce premiera serialu odbyła się 20 listopada 2017 na antenie polskiego Boomeranga.
We wrześniu 2017 ogłoszono, że serial Odlotowe wyścigi otrzymał zamówienie na drugi sezon.

## Fabuła
Serial opisuje nowe perypetie inteligentnej i pełnej wdzięku Penelopy Samwdzięk, Pięknego Piotrusia oraz pozostałych zawodników, którzy rywalizują ze sobą w wyścigach za pomocą pojazdów. Dick Dastardly wraz ze swoim nierozgarniętym i śmiejącym się psem Muttleyem próbują za wszelką cenę przeszkodzić zawodników w ukończeniu wyścigu i zrobić wszystko, aby dotrzeć Rakietowcem do mety i zdobyć pierwsze miejsce stosując przebiegłe sztuczki.

## Obsada
- Peter Woodward – Dick Dastardly
- Billy West –
  - Muttley,
  - Tiny
- Nicole Parker –
  - Penelopa Samwdzięk,
  - Pandora Samwdzięk
- Diedrich Bader – Piękny Piotruś
- Tom Kenny – Bella
- Jill Talley –
  - I.Q. Ickly,
  - P.T. Barnstorm
- Christopher Judge – Brick Crashman

## Wersja polska
Wersja polska: Studio Sonica

Reżyseria: Jerzy Dominik

Dialogi:
- Piotr Skodowski (odc. 1),
- Katarzyna Krzysztopik (odc. 26, 28, 30, 34, 36, 38, 40),
- Bartek Fukiet (odc. 32)

Dźwięk i montaż: Maciej Sapiński

Kierownictwo produkcji:
- Dorota Furtak-Masica (odc. 1),
- Helena Siemińska (odc. 26, 28, 30, 32, 34, 36, 38, 40)

Wystąpili:
- Łukasz Lewandowski – Dick Dastardly
- Jarosław Boberek – Muttley
- Jakub Szydłowski – Bella
- Katarzyna Łaska – Mały Bystrzak
- Tomasz Błasiak –
  - Bruno Cegiełka,
  - Złota Łapa (odc. 40)
- Dominika Sell – Penelopa Samwdzięk
- Kamil Pruban –
  - Maluch,
  - Penrod Pooch / Hong Kong Phooey (odc. 40)
- Michał Konarski – Piękny Piotruś

oraz:
- Zuzanna Galia – Pandora Samwdzięk (odc. 3, 23, 35)
- Anna Ułas –
  - Mobil Małego Bystrzaka,
  - pani Wędrowna (odc. 5-6, 11, 16, 18, 21-22, 32),
  - Desdemona Dastardly (odc. 19),
  - Pani Mikołajowa (odc. 20),
  - mama Bruna Cegiełki (odc. 28)
- Dorota Furtak-Masica –
  - Dorota (głos z telefonu) (odc. 4),
  - Morgana (odc. 5)
- Mariusz Czajka – Szeryf Ramionko Prawy (odc. 9)
- Andrzej Chudy – Kapitan Szarm (odc. 11)
- Waldemar Barwiński –
  - Pawełek (odc. 14),
  - dżinn (odc. 36)
- Wojciech Słupiński – Guru Kto (odc. 16)
- Jacek Król – Mikołaj (odc. 20)
- Joanna Pach-Żbikowska – mama Bystrzaka (odc. 21, 28)
- Maciej Kosmala –
  - kapłan podziemnych kretoludzi (odc. 25),
  - Mistrz Hong Kong Phooeya (odc. 40)
- Anna Apostolakis –
  - pani Dastardly (odc. 28),
  - Księżna (odc. 33),
  - cenzorka stacji (odc. 37)
- Krzysztof Szczepaniak – Jaś Metafora (odc. 39)
- Paweł Szczesny
- Leszek Zduń
- Krzysztof Plewako-Szczerbiński
- Jerzy Dominik
- Bartosz Martyna
- Maksymilian Michasiów
- Miłogost Reczek
- Monika Szomko

Lektor:
- Jerzy Dominik (tytuł serialu i tytuły odcinków),
- Piotr Makowski (tyłówka serialu w odc. 1)

## Spis odcinków

### Seria 1 (2017–18)
| Nr | Tytuł                       | Tytuł polski                      | Premiera          | Premiera w Polsce |
| -- | --------------------------- | --------------------------------- | ----------------- | ----------------- |
| 1  | Ya Win Some, Ya Luge Some   | Raz na wozie, raz na nartach      | 22 sierpnia 2017  | 21 listopada 2017 |
| 2  | Mambo Itali-Go-Go           | Włoskie mambo i jazda             | 22 sierpnia 2017  | 22 listopada 2017 |
| 3  | So Far to Mardi Gras        | Noc na bagnach Luizjany           | 31 sierpnia 2017  | 23 listopada 2017 |
| 4  | Easter Express              | Ekspres Wielkanocny               | 31 sierpnia 2017  | 24 listopada 2017 |
| 5  | Race-a-Lot                  | Wyścig w Camelocie                | 31 sierpnia 2017  | 27 listopada 2017 |
| 6  | Peter Imperfect             | Piotruś Niepiękny                 | 31 sierpnia 2017  | 28 listopada 2017 |
| 7  | Yes, We Canyon              | Wakacje z przyjaciółmi            | 31 sierpnia 2017  | 20 listopada 2017 |
| 8  | Roamin’ Racers              | Rzymscy rajdowcy                  | 31 sierpnia 2017  | 29 listopada 2017 |
| 9  | Smokey and the Racers       | Policjant i rajdowcy              | 31 sierpnia 2017  | 30 listopada 2017 |
| 10 | Raceketeers                 | Muszkieterowie                    | 31 sierpnia 2017  | 1 grudnia 2017    |
| 11 | Fantastic Race              | Fantastyczny wyścig               | 31 sierpnia 2017  | 4 grudnia 2017    |
| 12 | Space Race                  | Kosmiczny wyścig                  | 31 sierpnia 2017  | 6 grudnia 2017    |
| 13 | Backseat Drivers            | Kierowcy z tylnego siedzenia      | 28 września 2017  | 5 grudnia 2017    |
| 14 | Off Track                   | Bezdroża                          | 21 grudnia 2017   | 7 grudnia 2017    |
| 15 | Cave Racers                 | Rajdowi jaskiniowcy               | 21 grudnia 2017   | 8 grudnia 2017    |
| 16 | Guru My Dreams              | Guru moich snów                   | 21 grudnia 2017   | 11 grudnia 2017   |
| 17 | Cold Rush                   | Śnieżna jazda                     | 31 maja 2018      | 12 grudnia 2017   |
| 18 | It’s a Wacky Life           | To odlotowe życie                 | 30 listopada 2017 | 13 grudnia 2017   |
| 19 | Pretzel Logic               | Preclowa logika                   | 21 grudnia 2017   | 20 listopada 2017 |
| 20 | Dashing Thru The Snow       | Poprzez białe drogi               | 30 listopada 2017 | 14 grudnia 2017   |
| 21 | Formula Racing              | Rajdowcy od małego                | 21 grudnia 2017   | 11 czerwca 2018   |
| 22 | Unraceable                  | Odwyścigowany                     | 21 grudnia 2017   | 12 czerwca 2018   |
| 23 | Sister, Twister             | Ostra siostra                     | 21 grudnia 2017   | 13 czerwca 2018   |
| 24 | Mars Needs Racers           | Mars wzywa nas                    | 21 grudnia 2017   | 14 czerwca 2018   |
| 25 | Race to the Bottom          | Wyścig do wnętrza Ziemi           | 21 grudnia 2017   | 15 czerwca 2018   |
| 26 | Do Over Dastardly           | Powtórka, Dastardly               | 21 grudnia 2017   | 16 czerwca 2018   |
| 27 | Swap Meet                   | Zamiana                           | 21 grudnia 2017   | 17 czerwca 2018   |
| 28 | Mother Drives Best          | Mama za kierownicą                | 10 maja 2018      | 18 czerwca 2018   |
| 29 | Race Against Time           | Wyścig z czasem                   | 21 grudnia 2017   | 19 czerwca 2018   |
| 30 | My Fair Tiny                | Nowy Maluch                       | 21 grudnia 2017   | 20 czerwca 2018   |
| 31 | Under the Rainbow           | Po drugiej stronie tęczy          | 15 marca 2018     | 21 czerwca 2018   |
| 32 | Wacky Spaces                | Odlotowe kosmo-intrygi            | 31 maja 2018      | 22 czerwca 2018   |
| 33 | The Perils of Peter Perfect | Perypetie Pięknego Piotrusia      | 31 maja 2018      | 23 czerwca 2018   |
| 34 | Purple Who Need Purple      | Alternatywne światy Dastardly’ego | 31 maja 2018      | 24 czerwca 2018   |
| 35 | Race to Infinity            | Wyścigi do nieskończoności        | 31 maja 2018      | 25 czerwca 2018   |
| 36 | His Way or the Highway      | Trzy życzenia                     | 31 maja 2018      | 26 czerwca 2018   |
| 37 | Racer Roundup               | Jak cenzurowano Dziki Zachód      | 31 maja 2018      | 27 czerwca 2018   |
| 38 | Grandfather Knows Dast      | Jaki dziadek, taki wnuk           | 31 maja 2018      | 28 czerwca 2018   |
| 39 | 40 Yard Dash                | Rozrywka na krótką metę           | 31 maja 2018      | 29 czerwca 2018   |
| 40 | Hong Kong Screwy            | Afera w Hongkongu                 | 31 maja 2018      | 30 czerwca 2018   |

### Seria 2 (2018)
| Nr | Tytuł                                        | Tytuł polski                                    | Premiera             | Premiera w Polsce |
| -- | -------------------------------------------- | ----------------------------------------------- | -------------------- | ----------------- |
| 41 | Dickie and the RaceaNauts                    | Dickie i Rajdonauci                             | 29 października 2018 | 3 grudnia 2018    |
| 42 | Uncle Dickie’s Happy Sunshine Childrens Hour | Dziecięce pasmo radosnego słonka wujka Dickiego | 29 października 2018 | 4 grudnia 2018    |
| 43 | Much Ado About Wacky                         | Wiele hałasu o nicponi                          | 29 października 2018 | 13 grudnia 2018   |
| 44 | Far And Away In Old Bombay                   | Dawno temu w starym Bombaju                     | 29 października 2018 | 14 grudnia 2018   |
| 45 | The Wacky Always Races Twice                 | Rajdowiec zawsze dzwoni dwa razy                | 29 października 2018 | 15 grudnia 2018   |
| 46 | Mummy Madness                                | Egipskie spotkanie trzeciego stopnia            | 29 października 2018 | 16 grudnia 2018   |
| 47 | Peter 2.0                                    | Piotruś 2.0                                     | 29 października 2018 | 5 grudnia 2018    |
| 48 | Little Pink Riding Hood                      | Różowy kapturek                                 | 29 października 2018 | 6 grudnia 2018    |
| 49 | Punky Races                                  | W służbie Jej Królewskiej Mości                 | 29 października 2018 | 7 grudnia 2018    |
| 50 | Ragnarok and Roll                            | Ragnarok & Roll                                 | 29 października 2018 | 8 grudnia 2018    |
| 51 | Wacklantis                                   | Rajdtlantyda                                    | 29 października 2018 | 9 grudnia 2018    |
| 52 | Game On                                      | W grze                                          | 29 października 2018 | 10 grudnia 2018   |
| 53 | The Purple Ray from Outer Space              | Fioletowy promień z kosmosu                     | 29 października 2018 | 21 grudnia 2018   |
| 54 | Attack of the Mega-Muttley                   | Atak Mega-Muttleya                              | 29 października 2018 | 22 grudnia 2018   |
| 55 | The Wack Stuff                               | Pranie mózgów                                   | 29 października 2018 | 19 grudnia 2018   |
| 56 | Dog Gone Dastardly                           | Pieski dzień Dastardly'ego                      | 29 października 2018 | 20 grudnia 2018   |
| 57 | King Solomon’s Races                         | Wyścigi króla Salamona                          | 29 października 2018 | 17 grudnia 2018   |
| 58 | The Trial of Dick Dastardly                  | Proces Dicka Dastardly'ego                      | 29 października 2018 | 18 grudnia 2018   |
| 59 | Signed, Sealed and Wacky                     | Czas fotokalipsy                                | 29 października 2018 | 11 grudnia 2018   |
| 60 | Wacky Races the Movie                        | Odlotowe Wyścigi - film kinowy                  | 29 października 2018 | 12 grudnia 2018   |
| 61 | Wackier Than Fiction                         | Odlotowa fikcja                                 | 30 października 2018 | 1 marca 2019      |
| 62 | Never Too Old To Wacky                       | Nigdy za starzi                                 | 31 października 2018 | 5 marca 2019      |
| 63 | Wacky Wizards                                | Odlotowe czarodzieje                            | 1 listopada 2018     | 9 marca 2019      |
| 64 | Super Wacky                                  | Super odlotowi                                  | 2 listopada 2018     | 12 marca 2019     |
| 65 | Wack To The Future                           | Odlot do przyszłości                            | 3 listopada 2018     | 17 marca 2019     |